# Cámara Empresarial Mexicana Libanesa
La Cámara Empresarial Mexicana Libanesa (CAMELIB) fue constituida el 17 de junio de 1991 en la Ciudad de México. Se fundó como una iniciativa para reunir a los empresarios descendientes de los inmigrantes libaneses, establecer un intercambio comercial entre ellos y facilitar su vinculación con otros organismos tanto nacionales como internacionales. 
Surge como una instancia de vinculación interempresarial que permite defender los intereses de sus afiliados, impulsando el intercambio comercial entre ellos, actuando como generadora de oportunidades y fuentes de trabajo, además de ser un órgano de consultoría y asesoría, también Impulsa la incubación de negocios a emprendedores a través de programas, talleres y consultorías especializadas.